# هجاس سيبراني
الهجاس السيبراني أو الهجاس الرقمي أو الهجاس الحاسوبي (Cyberchondria أو compucondria) هو تصعيد لا أساس له من المخاوف بشأن الأعراض الشائعة بناءً على مراجعة نتائج البحث والأدبيات عبر الإنترنت. في الآونة الأخيرة، أصبح الهجاس السيبراني مصدر قلق متزايد بين العديد من ممارسي الرعاية الصحية حيث يمكن للمرضى الآن البحث عن جميع أعراض أي مرض أو حالة نادرة، وإظهار حالة من القلق الطبي.